# Christa Milke
Christa Milke (* 6. April 1950 in Gunzenhausen; † 29. September 2024 in Frickenfelden) war eine deutsche Autorin und Künstlerin. Ihre Werke behandeln häufig Themen wie Familie, Liebe und zwischenmenschliche Beziehungen.

## Leben und Werk
Christa Milke wuchs in Gunzenhausen auf und verbrachte dort den Großteil ihres Lebens. Bereits im Jugendalter begann sie, Gedichte und kurze Texte für familiäre Anlässe zu schreiben. Nach der Schulzeit und einer Schneiderlehre arbeitete sie in einem Kindergarten. Mit 23 Jahren heiratete sie und bekam drei Kinder. In ihrem späteren Leben engagierte sich Milke für die Betreuung von Pflegekindern und übernahm die Pflege von Familienangehörigen. Dieses Engagement und ihre Erfahrungen als Mutter und Großmutter mit insgesamt acht Enkeln prägten die Themen ihrer Bücher.
Erst ab ihrem 50. Lebensjahr widmete sich Milke intensiver dem Schreiben und veröffentlichte eine Reihe von Büchern. Milke illustrierte einige ihrer Werke selbst.

## Werke
- Mutterträume. Aphorismen und Zitate. Projekte Verlag, Halle, 2007. ISBN 978-3-86634-272-9
- Versunken in den Wogen der Liebe. Lyrik. Projekte Verlag, Halle 2007. ISBN 978-3-86634259-0
- Das merkwürdige Leben der Annemarie vom Moritzberg. Projekte-Verlag Cornelius, Halle, 2009. ISBN 978-3-86634733-5
- Die Zeit und die Liebe im Advent. Projekte-Verlag Cornelius, Halle, 2013. ISBN 978-3-95486-315-0